# Хукс, Эллис
Эллис Хукс (англ. Ellis Hooks); 13 февраля 1974, Бей-Минетт, Алабама, США — американский блюзовый и соул- певец, автор песен. Номинант Blues Music Awards в номинации «Лучший дебют» (2004) .

## Биография
Эллис Хукс родился в городе Бей-Минетт, штат Алабама в семье издольщиков, матери-чероки и отца-афроамериканца, тринадцатым из шестнадцати детей. Семья была религиозной, придерживалась строгих баптистских традиций и Эллис пел в церковном хоре. В четырнадцать лет Хукс услышал светскую музыку по радио, отказался от религиозных традиций, и ушёл из дома. Он путешествовал автостопом по Соединённым Штатам, перебиваясь случайными заработками, играл и пел на улицах, и в конце концов обосновался в Нью-Йорке. Там он иногда играл на клубных концертах на Бликер-стрит, но по большей части пел в Центральном парке. Там его услышала Дайана Росс и, «очарованная его уникальным вокальным стилем, который сочетает в себе соул-напев и блюзовое рычание», предложила ему сессию звукозаписи в студии Power Station. Хукс отказался, позже заявив, что он не был готов, а его песни недостаточно проработаны . Вскоре Хукс уехал в Европу, жил в Париже, Амстердаме и Милане, где играл в метро и на улицах. В 1995 году вернулся в Нью-Йорк. Познакомившись с Джоном Тайвеном, продюсером, Хукс выпустил в 2002 году свой дебютный альбом Undeniable. Он вышел на европейском лейбле Zane, получил отличную критику по всей Европе, журнал Time Out в Великобритании объявил этот альбом соул-альбомом года и обеспечил Хуксу место хэдлайнера на Всемирном музыкальном фестивале BBC в новогодний день 2003 года. Хукс отправился на гастроли, выступал на разогреве у Теренса Трента Д'Арби, где он играл для более чем 40 000 человек, выступал с Карлой Томас на джазовом фестивале в Монтрё и на фестивале соула в Поретте в качестве её специального гостя.  
Со вторым альбомом 2003 года Up Your Mind, вышедшим в США на более крупном лейбле Evidence, Хукс в 2004 году был номинирован на премию Blues Music Award в номинации «Лучший дебют». 
В дальнейшем продолжал много гастролировать, особенно в Европе, и записываться. В 2004 году познакомился с гитаристом и автором песен Крисом Бергсоном и в 2013 году они начали сотрудничество, выступая вместе и записываясь на альбомах друг друга и совместных альбомах . 
Живёт в Нью-Йорке.   
«Хукс называет свой музыкальный стиль „американа соул“ — удивительно удачное название, которое умудряется отсылать ко всем многообразным элементам, составляющим его звучание, не выделяя при этом каких-либо конкретных источников вдохновения. Своим роскошным баритоном и стильными гитарными партиями Хукс со всей страстью и энергией напоминает нам о том, что общего у блюза, фолка, рока и кантри, и что их не нужно сводить к разным поджанрам и упаковывать для удобства» .
«Эллис Хукс способен зажечь любой клуб своим энтузиазмом, динамичной сценической манерой поведения и вокальным мастерством» . 

## Дискография
| Год  | Названипе                | Лейбл                 | В сотрудничестве |
| ---- | ------------------------ | --------------------- | ---------------- |
| 2002 | Undeniable               | Zane                  |                  |
| 2003 | Up Your Mind             | Evidence              |                  |
| 2004 | Uncomplicated            | Artemis Records       |                  |
| 2005 | The Hand of God          | Zane                  |                  |
| 2005 | Godson of Soul           | Evidence              |                  |
| 2007 | Another Saturday Morning | Evidence              |                  |
| 2015 | Needle in a Haystack     | Blues Boulevard       |                  |
| 2019 | Live in Normandy         | Continental Blue Heat | Крис Бергсон     |